# Childebert Adoptovaný
Childebert III. zvaný Adoptovaný (latinsky Childebertus Adoptivus) (650?–662) byl franský král Austrasie z dynastie Pipinovců. Byl synem majordoma královského paláce Grimoalda a vnukem Pipina z Landenu. Měl sestru Vulfetrudu.

## Životopis
Grimoald přesvědčil mladého krále Sigiberta III. a královnu Chimnechildu, kteří byli bezdětní, aby za svého adoptivního nástupce přijali Grimoaldova syna Childeberta. Později měli, ale vlastního syna, budoucího krále Dagoberta II. a také dceru Bilichildu, budoucí královnu Neustrie a Burgundska, přesto Grimoald adobci svého syna zneužil ve svůj prospěch.  
Když Sigibert III. v roce 656 zemřel, nechal Grimoald Sigibertova biologického syna a právoplatného následníka trůnu Dagoberta II. tonzurovat a poslat do exilu irského kláštera a poté prohlásil svého syna Childeberta III. Adoptovaného králem Austrasie.
Grimoald i Childebert byli nakonec zadrženi a popravení. Existují ale dva rozporuplné zdroje o jejich smrti. Buď je Chlodvík II. a jeho majordomus královského paláce Erchinoald zajali a popravili v roce 657 a nebo Chlothar III. v roce 661 anektoval Austrasii a mladého uzurpátora Childeberta sesadil a následující rok popravil.
Pipinovci se v politice znovu objevili při vzestupu Ansegiselova syna Pipina II. Prostředního.